# George Habash
George Habash (tiếng Ả Rập: جورج حبش, đã Latinh hoá: Jūrj Ḥabash), còn được biết đến với laqab "Al-Hakim" (tiếng Ả Rập: الحكيم, đã Latinh hoá: Al-Ḥakīm, n.đ. 'Người Thông Thái hay Bác Sĩ'; 1 tháng 8 năm 1926 – 26 tháng 1 năm 2008), là một chính khách và bác sĩ người Palestine, người thành lập tổ chức Marx-Lenin Mặt trận Bình dân Giải phóng Palestine (PFLP).
Habash sinh ra ở Lydda, Lãnh thổ Ủy trị Palestine vào năm 1926. Năm 1948, Habash khi đó 19 tuổi, là sinh viên y khoa tại Đại học Hoa Kỳ Beirut, đã về quê hương Lydda trong Chiến tranh Ả Rập-Israel năm 1948, khi người dân của thành phố và gia đình ông đã bị đuổi ra ngoài trong cái được gọi là Cuộc hành quân tử thần Lydda dẫn đến cái chết của em gái ông. Năm 1951, sau khi tốt nghiệp hạng nhất trường y, Habash làm việc trong các trại tị nạn của người Palestine ở Jordan và điều hành một phòng khám ở Amman. Sau đó ông chuyển đến Syria và Liban.
Năm 1967, sau khi bị Yasser Arafat gạt sang một bên trong Tổ chức Giải phóng Palestine, ông thành lập Mặt trận Bình dân Giải phóng Palestine, một phong trào cánh tả phản đối sự tồn tại của Israel và ủng hộ một nhà nước dân chủ và thế tục duy nhất trong toàn khu vực. Trong vụ không tặc trên cánh đồng Dawson năm 1970, Habash chủ mưu vụ cướp bốn máy bay chở khách phương Tây tới Jordan, dẫn đến xung đột Tháng Chín Đen, khiến sau đó ông bị đày sang Liban. Ông vẫn phản đối giải pháp hai nhà nước ngay cả sau khi PLO ký Hiệp định Hòa bình Oslo năm 1993. Ông từ chức tổng thư ký PFLP do sức khỏe kém vào năm 2000 và qua đời sau một cơn đau tim vào năm 2008.